# Pietro da Fano

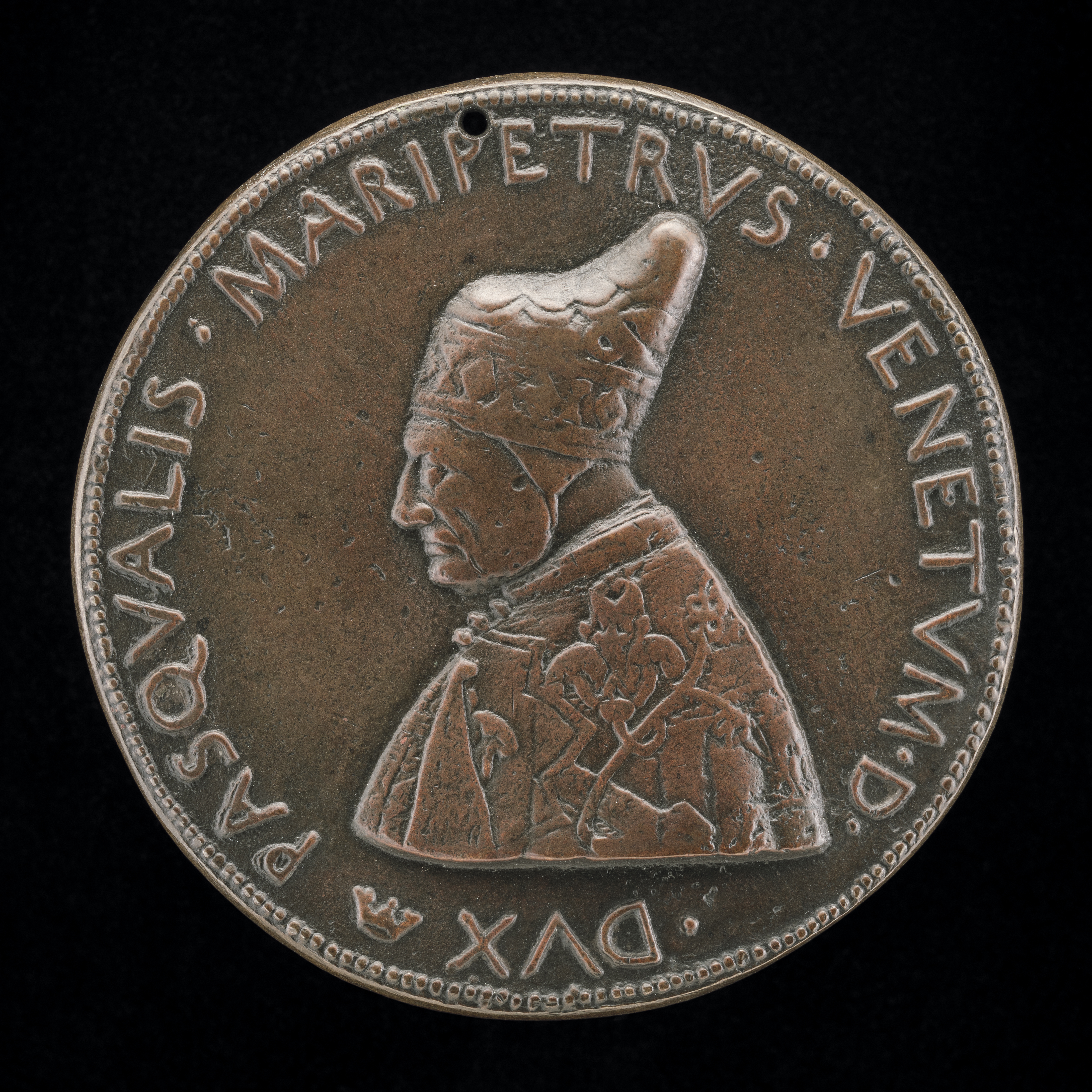
Avers der Medaille mit einem Porträt des Dogen Pasquale Malipiero, Bronze, National Gallery of Art (Washington) in der Sammlung Samuel H. Kress

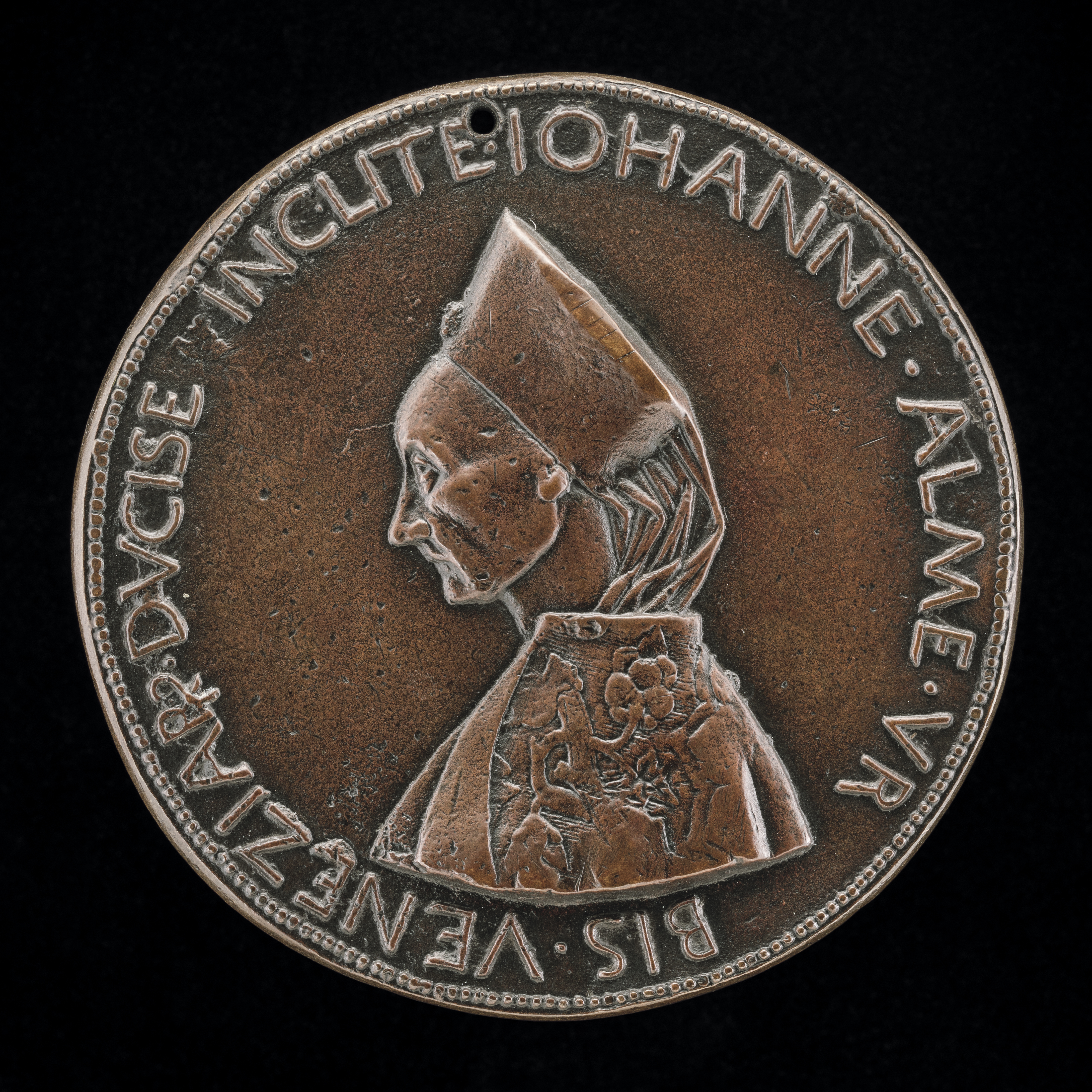
Revers derselben Medaille mit einem Porträt von dessen Ehefrau, der Dogaressa Giovanna Dandolo

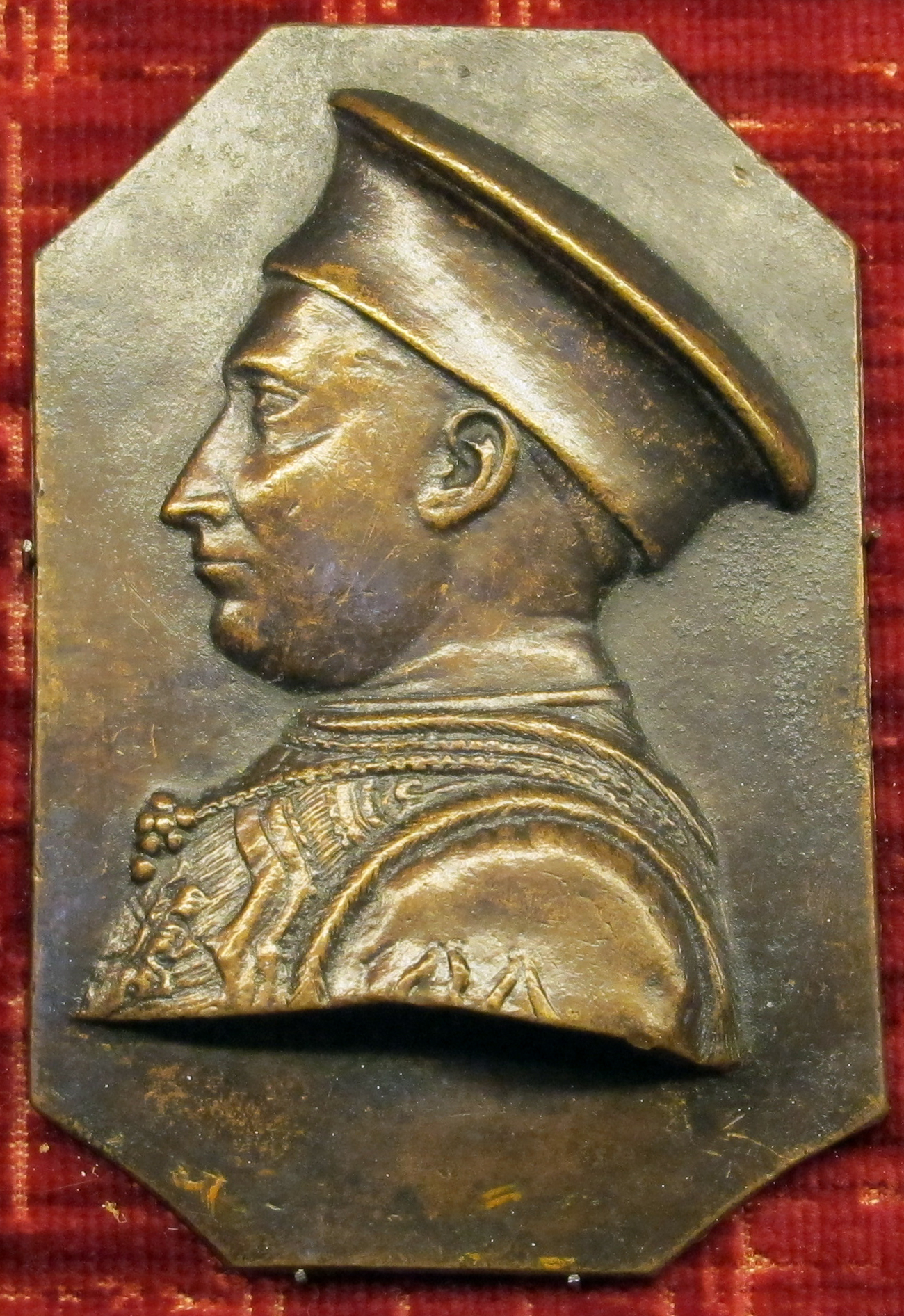
Porträt Herzog Ludovicos III. Gonzaga von Mantua

Pietro da Fano (fl. 1452–1457/1464; * in Fano oder Mantua; † in Mantua(?)) war ein italienischer Medailleur, über dessen Leben fast nichts bekannt ist. Er schuf das erste Porträt einer Dogaressa von Venedig.

## Leben
Pietro da Fano stammte dem Namen nach aus Fano in den Marken. Doch wurde auch Mantua als Ort seiner Geburt vermutet.
Von Piero da Fano sind nur zwei Medaillen überliefert. Zum einen handelt es sich um eine Schaumünze, die auf der Vorderseite den venezianischen Dogen Pasquale Malipiero (1457–1462), auf der Rückseite die Dogaressa Giovanna Dandolo darstellt. Sie muss in der Amtszeit des Dogen entstanden sein. Dabei handelt es sich um das älteste Porträt einer Ehefrau eines Dogen.
Anfang der 1880er Jahre erwarb Julius Friedländer diese Medaille für das Königliche Münzkabinett in Berlin. Zugleich vermerkt er, dass er eine solche Medaille im venezianischen Museo Correr gesehen habe. Ihm sei zudem mitgeteilt worden, dass sich im „Municipal-Museum Triest“ ein weiteres Exemplar befinde. Zunächst habe er es für ein Werk von „M. Guidizanus“ gehalten, da er ein Porträt desselben Dogen geschaffen und signiert habe und da der Stil Ähnlichkeiten aufweise. Doch führte auch die Aufschrift „VINGIT HONIA BONA VOLONTAS“ („honia“ steht für omnia), die in ähnlicher Form an anderen Kunstwerken auftaucht, zu keinen weiteren Ergebnissen. Zwar ließ diese eine Zuweisung nach Giudizianus zu, aber auch nach „Laurana“ und „PETRUS DE MEDIOLANO“.
Von Pietro war bis dahin nur eine Münze, nämlich für Herzog Ludovico (Ludwig) III. Gonzaga von Mantua, bekannt. Diese entstand wahrscheinlich um 1452 mit der Signatur „PETRVS DOMO FANI“. Durch den Neufund wurde deutlich, dass er mindestens 1457, zu Beginn der Regierungszeit des besagten Dogen, auch in Venedig gearbeitet hatte. Auf der Malipiero-Münze findet sich analog „PETRUS D DOMO FANI“. Eigenartigerweise nannte er sich nicht korrekt „Faniensis“, also aus Fano stammend oder „Fanenser“, wie andere Künstler aus der Stadt auch.